# Аметистея
Аметистея (также аметистеа, аметистка; лат. Amethystea, от сине-фиолетовой окраски цветков, как у аметиста) — паназиатский род травянистых растений семейства Яснотковые (Lamiaceae). Включает единственный вид — Аметистея голубая (Amethystea caerulea).

## Ботаническое описание
Однолетние травянистые растения, 10—50 (70) см высотой. Корень тонкий. Стебель прямой, растопыренно-ветвистый, четырёхгранный, в верхней части синеватый. Листья 2—6 (10) см длиной и 1—2 (3) см шириной, клиновидно суженные в короткий черешок, глубоко пальчато 3—5-рассечённые на ланцетные зубчатые доли, из которых конечная крупнее боковых.
Цветки на длинных цветоносах, собраны пазушными полузонтиками в общее рыхлое метельчатое соцветие. Чашечка 2—3 (4) мм длиной и 1,5 мм шириной, правильная, колокольчатая, при плодах округло-колокольчатая, синеватая, до половины надрезанная на пять шиловидно-ланцетных или треугольных, острых зубцов. Венчик длиннее чашечки, 3—3,5 (5) мм длиной, голубой, сине-голубой или сине-фиолетовый, двугубый, верхняя губа 2-лопастная, нижняя губа немного крупнее, 3-лопастная, из которых средняя немного шире остальных, округлая. Тычинок 2, выдающихся из венчика; стаминодиев 2. Плоды — орешки, 1,5—2 мм длиной, серо-буроватые или бурые, яйцевидные, трёхгранные, со спинки выпуклые, морщинистые или сетчато-морщинистые.
Цветение в июне—июле. Хромосомное число 2n = 20, 26.

## Синонимы
Рода
- Amethystina Zinn (1757)

Вида
- Amethystea corymbosa Pers. (1805)
- Amethystea trifida Hill (1770)
- Lycopus amethystinus Steven (1814)